# The Seven Little Foys
The Seven Little Foys este un film de comedie american din 1955 regizat de Melville Shavelson. În rolurile principale joacă actorii Bob Hope, Milly Vitale și George Tobias.

## Distribuție
- Bob Hope ca Eddie Foy
- Milly Vitale ca Madelenie Morando Foy
- George Tobias ca Barney Green
- Angela Clarke ca Clara Morando
- Herbert Heyes ca Judge
- Richard Shannon ca Stage Manager
- Billy Gray ca Bryan Lincoln Foy
- Lee Erickson ca Charley Foy
- Paul De Rolf ca Richard Foy
- Lydia Reed ca Mary Foy
- Linda Bennett ca Madeleine Foy
- Jimmy Baird ca Eddie Foy Jr.
- Tommy Duran ca Ivring Foy
- Jimmy Conlin ca Stage Mgr
- James Cagney ca George M. Cohan